# Давидовка
Дави́довка (рос. Давыдовка) — село у складі Притобольного району Курганської області, Росія. Адміністративний центр Давидовської сільської ради.
Населення — 554 особи (2010, 685 у 2002).
Національний склад станом на 2002 рік:
- росіяни — 96 %